# Burlington (Colorado)
Pour les articles homonymes, voir Burlington.
La ville de Burlington est le siège du comté de Kit Carson, dans l’État du Colorado, aux États-Unis.
Selon le recensement de 2010, sa population s'élève à 4 254 habitants. La municipalité s'étend sur 2,09 milles carrés (5,41 km2).

## Histoire
Burlington a été fondée à environ 2 km à l’ouest de son emplacement actuel, en 1887, par un certain Lowell qui voulait anticiper l’arrivée du chemin de fer. Il s’est trompé d’endroit et n’avait aucun droit sur cette terre. À son arrivée, la Chicago, Rock Island and Pacific Railroad a bâti son dépôt à l’emplacement actuel de Burlington et les premiers habitants ont dû quitter Old Burlington. Les premiers trains ont circulé à partir de 1888.
La ville doit son nom à Burlington, dans le Kansas, d'où étaient originaires ses premiers habitants.

## Démographie
| 1890 | 1900 | 1910 | 1920 | 1930  | 1940  |
| ---- | ---- | ---- | ---- | ----- | ----- |
| 146  | 183  | 368  | 991  | 1 280 | 1 280 |

| 1950  | 1960  | 1970  | 1980  | 1990  | 2000  |
| ----- | ----- | ----- | ----- | ----- | ----- |
| 2 247 | 2 090 | 2 828 | 3 107 | 2 941 | 3 678 |

| 2010  | - | - | - | - | - |
| ----- | - | - | - | - | - |
| 4 254 | - | - | - | - | - |